# Diumenge (pel·lícula)
Diumenge (títol original: Sunday) és una pel·lícula estatunidenca dirigida per Jonathan Nossiter, estrenada l'any 1997. Ha estat doblada al català.

## Argument
Madeline, una actriu, creu conèixer a un famós director de cinema. La seva trobada produirà una sèrie d'estranys esdeveniments que faran d'aquest diumenge un dia diferent a qualsevol altre.

## Repartiment
- Arnold Barkus: Andy
- Jared Harris: Ray
- Bahman Soltani: Abram
- Willis Burks II: Selwyn
- Larry Pine: Ben Vesey
- Joe Grifasi: Scottie Elster
- David Suchet: Oliver / Matthew Delacorta

## Rebuda
premis i nominacions
- Gran Premi i Premi de la critica al Festival del cinema americà de Deauville 1997
- Gran premi del jurat del Festival de Sundance. També millor pel·lícula, millor guió
- 1997: Premis Independent Spirit: Nominada a millor actriu (Harrow) i fotografia

Crítica
- "Profunda reflexió sobre els avatars del destí"[3]